# Стадион (платформа)
Стадио́н — закрытая платформа Северо-Кавказской железной дороги РЖД, расположена в микрорайоне Фабрициуса Хостинского района города Сочи, Краснодарский край, Россия.